# Krieg der Lügen
Krieg der Lügen (Guerra de Mentiras, no Brasil) é um documentário alemão de 2014 dirigido por Matthias Bittner.

## Sinopse
A história de Rafid Ahmed Alwan, refugiado iraquiano cujo relato sobre armas de destruição em massa no Iraque passou pelos serviços de inteligência de Alemanha (BND), Reino Unido (MI6) e Estados Unidos (CIA). As informações foram usadas pelo governo americano para legitimar a invasão ao país em 2003. Hoje sabemos que a guerra foi baseada em uma mentira. A imprensa culpou Alwan. Ele, porém, orgulhosamente se apresenta como o homem que ajudou a tirar Saddam Hussein do poder. Será que ele realmente enganou os serviços secretos de todo o mundo? Como essa mentira se transformou numa verdade conveniente?

## Recepção
O filme venceu o prêmio de melhor documentário no Emmy Internacional 2016.